# 起動加速度
起動加速度（きどうかそくど）は鉄道車両または地震計や免震・制振装置における起動時の加速度の数値。

## 鉄道車両

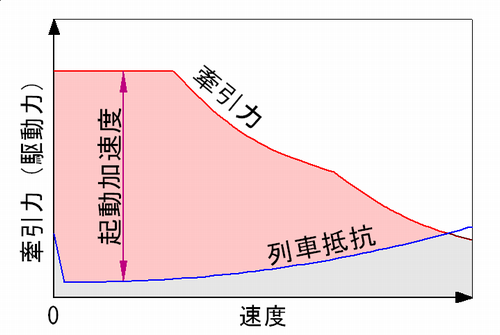
電車における起動加速度の例

鉄道車両における起動加速度は、動力車における性能指標の一つで、走行速度が0のとき（起動時）の加速度を示す数値で、主に電車において用いられる（後述）。平坦な場所から列車が発車する際の加速力の数値であり、単位は一般に km/h/s （キロメートル毎時毎秒）が用いられる。主として低・中速域における性能指標として用いられる。また、鉄道において断りなく「加速度」の呼称が用いられる場合は、この起動加速度を指すことが多い。最大加速度と呼ぶこともあるほか、直線で縦断勾配のない（水平な）線形における加速度ということで、直線加速度と呼ぶこともある。

### 特性

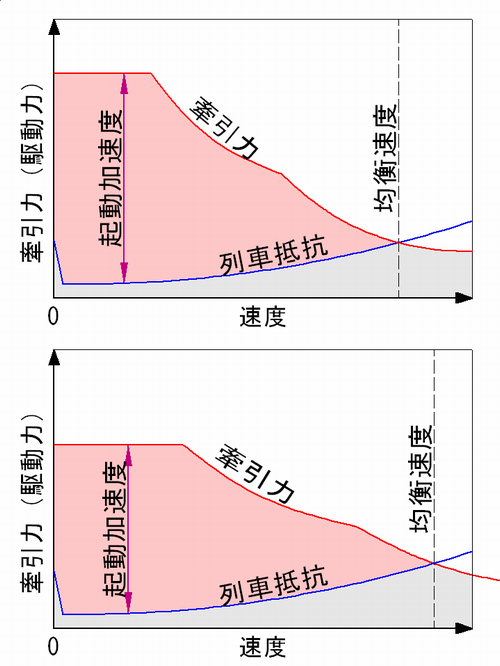
起動加速度を大きく取る例（上段）と、均衡速度を大きく取る例（下段）

鉄道車両に用いられる動力には電動機・ディーゼルエンジン・蒸気機関などがあり、いずれも速度に応じてトルクが変化するため、速度 0 における加速度を指標として定義している。起動加速度は、動力源の出力特性、減速機や変速機の歯車比、粘着係数および編成重量やその構成により影響を受ける。高い起動加速度（高起動加速度）は一般に以下の条件で得られる。
- 動力車の出力が大きい - 主電動機や機関自体の出力が大きい、もしくは搭載基数が多い。
- 動力車の構成比率（MT比）が高い。
- 歯車比が大きい。
- 粘着係数が高い。
- 牽引重量が小さい。または車両重量が軽い。

一般に、駅間距離の短い通勤形電車や地下鉄の車両などは、加減速を何度もくり返すためにMT比や歯車比を大きくし、高い起動加速度が設定されている。逆に、特急形車両においては歯車比を小さくし、起動加速度よりも高速時の性能指標である均衡速度が高く取られている（右図）。
また、基本性能が同一の車両編成であっても、以下により起動加速度を変更・改善することができる。
- 再粘着制御を行う - 粘着係数の改善
- 応荷重制御を行う - 動力車の積載荷重に応じた引張力特性
- 電動機の限流値を上げる - 出力特性の向上

一方、車両や編成としての加速度は高く設定されている場合でも、走行路線の制限によって、あえて起動加速度を落とす場合がある。たとえば新幹線700系電車は、旧式の自動列車制御装置 (ATC) を用いていた東海道新幹線を走行する際にこの制限を受け、起動加速度を車両性能上の 2.0 km/h/s から 1.6 km/h/s に落としていた。また、JR西日本125系電車や、JR西日本521系電車については、通常（北陸本線等走行時）は2.5 km/h/sであるが、変電所が少なく電力供給が制限される小浜線を走行する際は、起動加速度は1.2 km/h/sに落とされる。ただし、521系については、現在小浜線での定期運用はなく、125系のワンマン運用をたまにツーマン（車掌乗務）で代走する程度である。

### 電車の性能指標

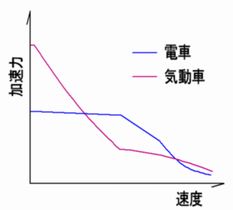
加速曲線の例

起動加速度は主として電車の性能指標として用いられる。これは、電車は編成がほぼ固定されていることから、機関車のように列車によって牽引重量が異なることが少なく、指標として一定値が得やすいためである。また、電車に搭載される主電動機は低速域から中速域まで発生トルクをほぼ一定に保つように制御される。このことから、中速域までの加速特性として起動加速度がそのまま利用できることも、電車の指標として用いられる一因と言える。なお、起動の瞬間には比較的大きな出発抵抗がかかるため、実際に起動加速度を発揮するのは動き出してからとなる。
変速機にトルクコンバータを用いる液体式気動車では、低速域においても速度の上昇にともなってトルクが急激に低下する。したがって、液体式気動車の起動加速度は瞬間的なものにすぎないことから、性能指標として用いられることは少ない。
鉄道車両の加速度は次の式によっても概算することができる。
加速度 ≒ （重量当たり引張力(牽引力) － 重量当たり列車抵抗） ÷ 30.9
1. ↑  実用においての動輪周引張力であり、諸元表に記載される定格引張力とは異なる。
2. ↑  （引張力－列車抵抗）が加速力となる。

このうち、電車の定トルク制御領域における平均加速度が起動加速度として表示される場合が多い。定トルク領域でも僅かずつではあるが加速力は速度の上昇とともに低下し、直並列制御を行う抵抗制御の電車では直列段と並列段で加速力が異なる場合もあるためである。

### 日本における起動加速度の動向
電車はもともと単行（1両）での運転から始まり、徐々に編成を伸ばしてゆく中で付随車を連結するようになったという過程がある。旧型国電など以前の電車の多くは固定編成ではなく、最短は単行車両から様々な車種を組み合わせて長編成を組んでいた。したがってMT比もまちまちであり、1950年代半ば頃まで製造された吊り掛け駆動方式の電車については、カタログデータとして起動加速度が明記されているものは非常に少ない（新性能電車になってからも国鉄電車にはこの傾向がある）。また創成期の電車は直接制御などの手動加速式であったため、起動加速度という概念自体が存在し得なかった。後年の計測などによって、概ね4個モーターの単行車両で 2.3 - 3.5 km/h/s 、そのMT比 1:1 編成または2個モーターの単行車両が 1.3 - 2.0 km/h/s の範囲内にあるとわかることになる。当時は応荷重装置が無く、乗車率によって加速度は変動した。
いわゆる高性能車の初期段階である1950年代後半から1960年代初頭にかけては、日本で初めての高加減速車両となった「ラビットカー」近鉄6800系電車 (4.0km/h/s)を皮切りに、阪神5001形電車 (初代) (4.5 km/h/s)や営団3000系電車など、全車電動車編成により起動加速度が 4 km/h/s 台の通勤形電車が開発された。近鉄6800系は試運転時に加速度 5.6 km/h/sを達成したことがあった。阪神では試運転時に加速度 6.5 km/h/sまで上昇させ、また加速度 8.0 km/h/s まで可能な設計であったという。しかし加速度 6.5 km/h/sの設定では満員での乗車状態では難しく、また加速度 8.0 km/h/sでは全員着席=立席を一切認めないことが明らかとなったため、最終的には加速度 4.5 km/h/sで設定した。国鉄においても101系がやはり全車電動車で加速度3.2km/h/sを試みたが、電力事情により断念することになった。
その一方で、小田急はMT比 1:1 で起動加速度 3.0 km/h/s を可能とした2400形を1959年に登場させた。その後、1960年代から1980年代にかけては、経済性を重視してこの小田急のように付随車を組み込んだ編成が主流となり、電機子チョッパ制御などの開発もあったが、通勤形電車の起動加速度は地上線専用車で 2.0 ‐ 3.0 km/h/s 、地下鉄車両および地下鉄直通車で 2.5 ‐ 3.5 km/h が標準的な値として推移していた。
VVVFインバータ制御が普及した1990年代以降においては、電動車比率の低い編成でも比較的容易に起動加速度の向上が可能となり、以前と同じMT比ながら起動加速度を引き上げた (2.5 km/h/s → 3.0 km/h/s)JR東日本E231系電車や阪神9000系電車のような例も現れている。逆に起動加速度を従来通りとする場合、JR東日本209系電車や営団06系電車のように電動車比率を低下させた例もある。
関東と関西の比較では、地下鉄との相互直通運転が盛んで、運転間隔や混雑度などの点で使用条件が過酷な関東の通勤形電車の方が平均的に 3.0 km/h/s 以上としている例が多い。中でも京成電鉄は通勤車で起動加速度 3.5 km/h/s （営業最高速度120km/h）とスカイライナーで営業最高速度 160 km/h （起動加速度2.0km/h/s）を両立させている例として特筆に値する。対する関西では前出の阪神電気鉄道（ジェットカー、青胴車）、近畿日本鉄道のシリーズ21、急勾配対策を要する南海電気鉄道（ズームカー）や神戸電鉄などの特殊な例以外は、会社間競争が盛んで通勤形電車であっても高速性能を重視する必要もあり、一部を除き2km/h/s台に留まっている。中間の名古屋地区などでは、起動加速度を始め、電車の走行性能に関しても一概にどちら寄りとも言えない。
本項では鉄のレールに鉄輪を用いた粘着式鉄道の車両に関して述べているため、ゴムタイヤを用いるモノレールや新交通システム、札幌市交通局の地下鉄車両などの案内軌条式鉄道、また磁気浮上式鉄道については各記事を参照。

## 地震計及び免震・制振装置
起動加速度は地震計が起動して記録や警報が開始するときの数値である。警報地震計の起動加速度は、低く設定すると早く警報を出すことができるが、不必要な警報が出てしまうおそれがあり、器械式地震計の精度や起動加速度の設定誤差などを考慮して設定される。
東海道山陽新幹線では地震検知時の列車制御システムUrEDAS（ユレダス、Urgent Earthquake Detection and Alarm System）が採用されており、記録部が記録を開始する地震動の大きさを起動部で設定でき、起動加速度が水平成分で10ガルを超す地震動を感知した場合と設定されている
免震・制振装置の可変ゲイン制御においても制振性能が働き出す値を起動加速度という。